# Automatisch
Automatisch är en singel av tyska Tokio Hotel från 2009. Singeln släpptes 1 september, samma dag som tvillingarna i bandet fyllde år. Det är första singeln från deras femte studioalbum Humanoid.